# Faith Brook
Pour les articles homonymes, voir Brook.
Faith Brook est une actrice britannique, née à York le 16 février 1922, et décédée le 11 mars 2012.
- Elle est la fille de Clive Brook et la sœur de Lyndon Brook, tous deux acteurs.

## Filmographie partielle
- 1942 : Le Livre de la jungle (Jungle Book) de Zoltan Korda
- 1948 : Conditions difficiles (Uneasy Terms) de Vernon Sewell
- 1956 : L'Étrangère intime (The Intimate Stranger) de Joseph Losey
- 1957 : L'Homme à démasquer (Chase a crooked Shadow) de Michael Anderson
- 1959 : Les 39 Marches (The 39 Steps) d'Alfred Hitchcock
- 1964 : La Vie extraordinaire de Winston Churchill (The Finest Hours) de Peter Baylis
- 1974 : Pogled iz potkrovlija de Bernard Fein
- 1980 : Les Loups de haute mer (Ffolkes ou North Sea Hijack) d'Andrew V. McLaglen
- 1981 : L'Arme à l'œil (Eye of the Needle) de Richard Marquand
- 1984 : Miss Marple, série TV
- 1997 : Mrs Dalloway de Marleen Gorris